# Klaas Vantornout
Klaas Vantornout, nacido el 19 de mayo de 1982 en Roulers, es un ciclista belga miembro del equipo Marlux-Napoleon Games. 

## Palmarés
| 2007 - 2.º en el Campeonato de Bélgica de Ciclocrós 2010 - 2.º en el Campeonato de Bélgica de Ciclocrós - 2.º en el Campeonato Mundial de Ciclocrós | 2013 - Campeonato de Bélgica de Ciclocrós - 2.º en el Campeonato Mundial de Ciclocrós 2015 - Campeonato de Bélgica de Ciclocrós |